# Низинне болото

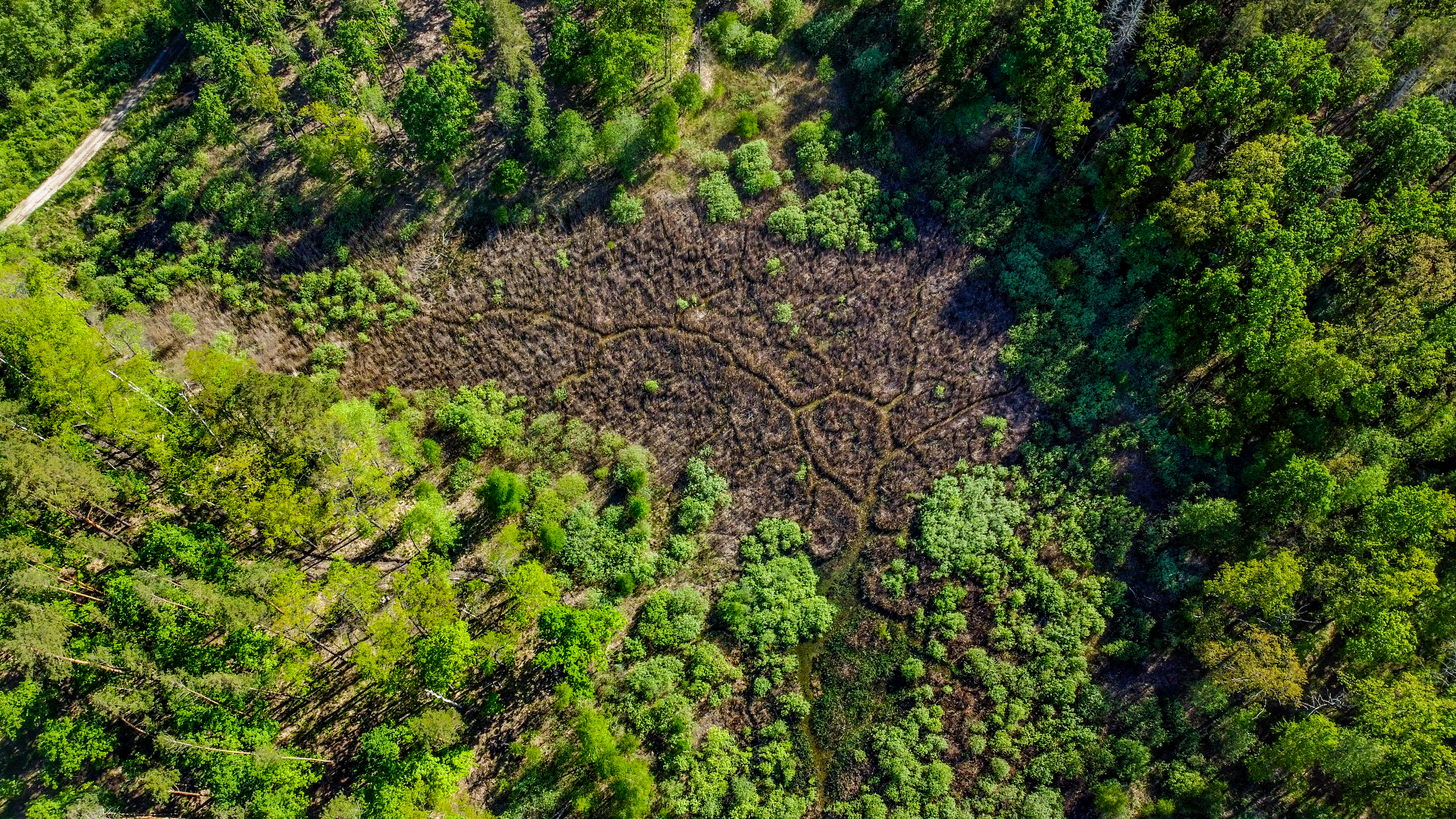
Еутрофне болото у заказнику Михайловичі

Низи́нне боло́то — евтрофне болото, яке утворюється в низинах, де збираються ґрунтові води, багаті на мінеральні речовини. Низинні болота мають пласку поверхню та багату різноманітну рослинність.
Хоча низинні болота можуть живитися й атмосферними опадами, головну роль в їх водозабезпеченні відіграють ґрунтові води. Болото отримує від них мінеральні речовини, склад і кількість яких залежать від ґрунтоутворюючих і підстилаючих порід.
Для рослинності низинних боліт характерні зелені мохи, хвощ, висока густа осока, очерет, зарості верби, вільхи та берези. 
Низинні болота трапляються всюди в лісовій та степовій зонах. Вони характерні для заболочених заплав, до яких відносяться озера, що заростають, та старі русла річок.